# Любачівка
Любачі́вка (у верхній течії — Завадівка) — річка в Україні (у межах Яворівського району Львівської області) та Польщі. Права притока Сяну (басейн Вісли). 

## Опис
Довжина річки 88,2 км (у тому числі 67,3 км у Польщі), площа басейну — 1129 км². Річка рівнинна, заплава місцями заболочена. Є ставки, наприклад біля сіл Калитяки та Грушів. 

## Розташування
Річка бере початок на захід від села Коти, при південно-західних відногах Розточчя (Україна) — у колишньому селі Курники. Від витоків тече на північний захід, перетинає польсько-український кордон на північ від села Грушова. У місті Любачів повертає на південь і далі поступово повертає на захід. Впадає у Сян на північ від міста Ярослава. 
Притоки: Смердих, Рибна (або Блех) (праві, в межах України); Солотва, Перерва, Чертиш, Млага (у межах Польщі).